# Genossenschaft Deutscher Brunnen

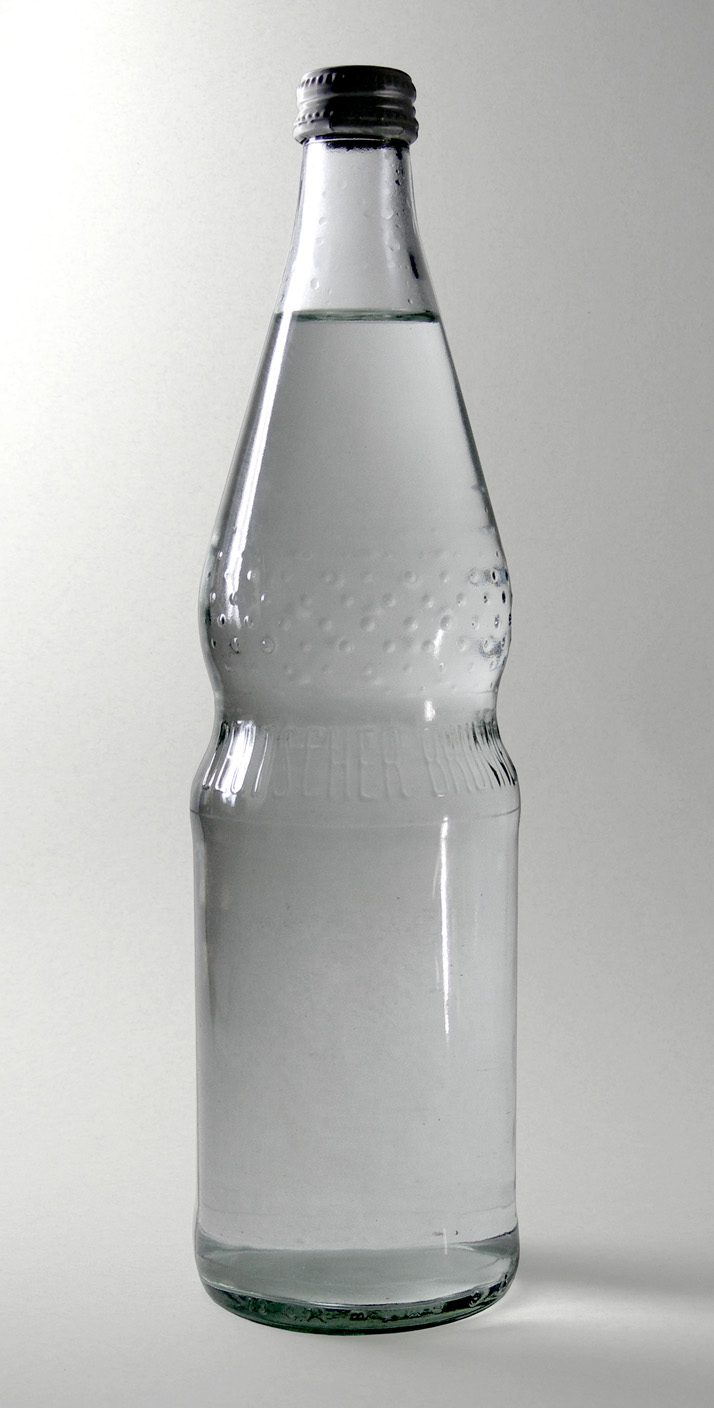
Normbrunnenflasche

Die Genossenschaft Deutscher Brunnen eG (GDB) ist die zentrale Einkaufsgemeinschaft der deutschen Mineralbrunnenbranche. Zur Genossenschaft gehören rund 180 Mineralwasser-Betriebe. Sie hat ihren Sitz im Bonner Stadtbezirk Bad Godesberg an der Kennedyallee 36.
Die Genossenschaft bietet ihren Mitgliedern ein Warenangebot mit mehr als 3000 verschiedenen Artikeln. Das Angebot umfasst alle Anlagen, Hilfs- und Betriebsmittel, die ein Mineralbrunnenunternehmen benötigt. Das Hauptgeschäft machen Mehrwegflaschen, Kästen und Verschlüsse aus.
Das bekannteste Produkt der GDB ist die 0,7-Liter-Glasflasche für Mineralwasser, die sogenannte Normbrunnenflasche, umgangssprachlich aufgrund ihres Aussehens auch als „Perlenflasche“ bezeichnet. Die Perlenflasche wird von nahezu allen Mineralbrunnen in Deutschland verwendet und wird daher von fast jedem Händler zurückgenommen.

## Geschichte

### Kolanade

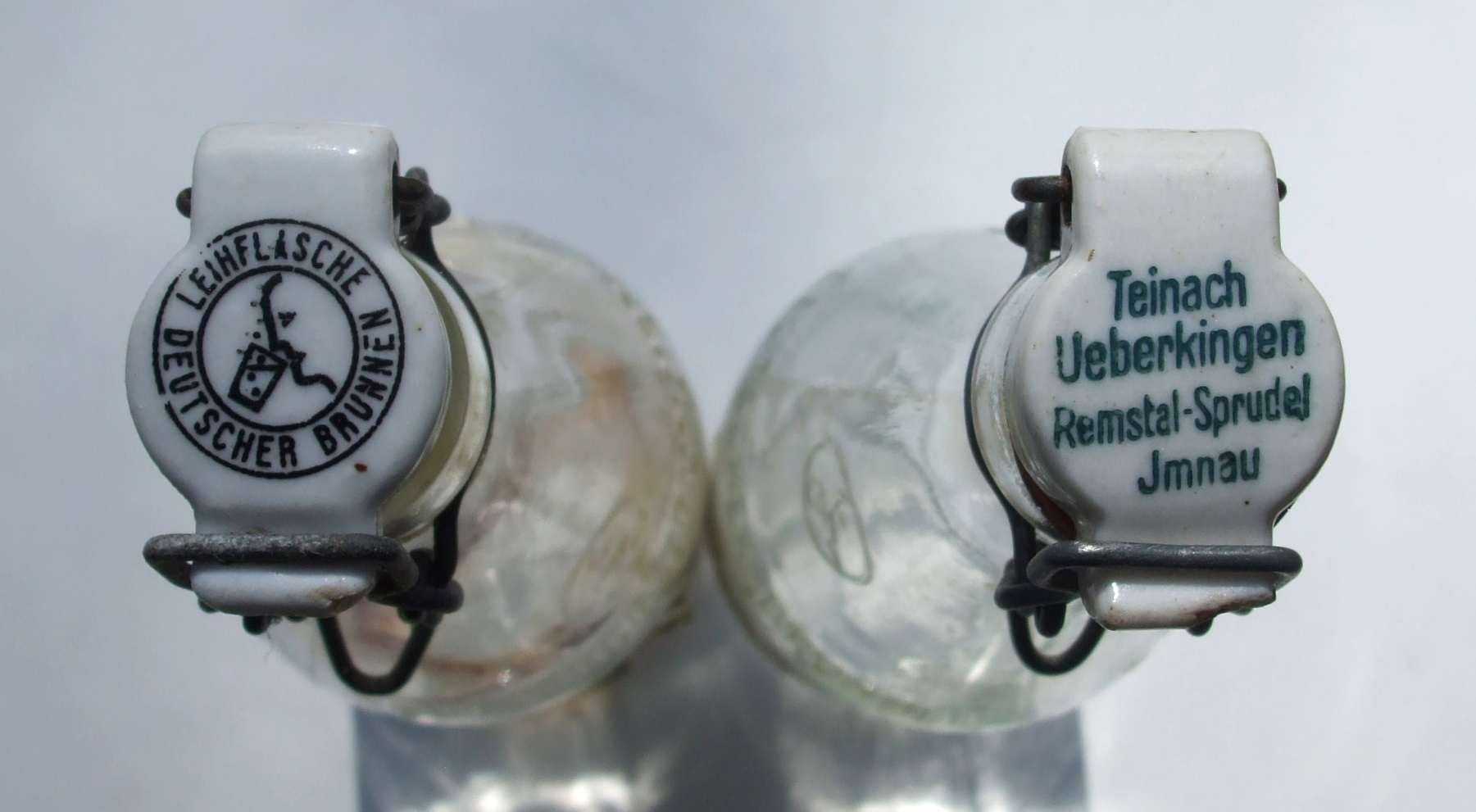
Logo-Aufdruck an einer alten Mineralwasserflasche mit Hebelverschluss

Am 8. April 1929 war in Deutschland die erste Flasche Coca-Cola erhältlich. Innerhalb kürzester Zeit gewann die Marke Marktanteile. 1933 wurden über 100.000 Kisten pro Jahr abgefüllt.
In zwei Versammlungen am 2. und 12. Februar 1937 wurde von 12 rheinischen Mineralbrunnenunternehmen die Cola-Getränke-Herstellungs- und Vertriebsgenossenschaft gegründet, deren Leitung vom 2. Februar 1937 bis 1966 Jean Groß übernahm. Die Genossenschaft brachte eine eigene Cola unter dem Markennamen Colanade auf den Markt. Im Geschmack wie in der Flaschenform war dieses Produkt dem amerikanischen Original sehr nahe. Die Coca Cola GmbH verklagte die Colonadehersteller, die unter der Marke GDB für „Getränke Deutscher Brunnen“ auftraten, wegen Verstoßes gegen das Urheberrecht. Der Prozess endete mit einem Vergleich. Die Flaschenform und das Logo wurden verändert und die Marke in Kolanade umbenannt.
Die Marke war am Markt so erfolgreich, dass die Zahl der GDB-Mitglieder innerhalb von zwei Jahren auf 32 stieg, obwohl der Krieg Produktion und Vertrieb behinderte. Die Generalversammlung der Genossenschaft beschloss am 19. Juni 1940 anlässlich der unzureichenden Zuckerlieferungen, Kolanade nicht mit Süßstoff herzustellen, um die Marke nicht zu beschädigen; lieber sollten die Produktionsmengen sinken. Mit fortschreitender Kriegswirtschaft musste die Produktion ganz eingestellt werden. 1949 wurde die Produktion wieder aufgenommen. 1951 wurden über 50 Lizenzträger gezählt. Die Marke Kolanade wurde 1953 beim Deutschen Patent- und Markenamt eingetragen.

### Neugründung als Genossenschaft
1943 beschlossen die in der GDB zusammenarbeitenden Mineralbrunnen ihre aufgrund des Krieges ohnehin auf ein Minimum geschrumpften gemeinsamen Aktivitäten bis auf Weiteres auszusetzen. 1948 kam es zur ersten Generalversammlung nach dem Krieg in Koblenz. In der Folge entstand die neue Aufgabenbeschreibung als Genossenschaft. Auf der Generalversammlung am 17. November 1949 in Frankfurt beschlossen die Mineralbrunnen den Ausbau der GDB zu einer Einkaufsgenossenschaft unter Beibehaltung der bisherigen Aufgabenfelder. Ein Jahr später erfolgte die Umfirmierung am 2. November 1950 in Genossenschaft Deutscher Brunnen.

### Raspa
In den 1950er Jahren brachte die GDB die Orangenlimonade Raspa auf den Markt. Das Getränk wurde von insgesamt 76 Brunnen deutschlandweit abgefüllt.

### 1950er und 60er Jahre
Die Wirtschaftswunderjahre waren auch bei der GDB von Wachstum geprägt. Die Mitgliederzahl wuchs von 49 im Jahr 1949 auf 133 Mineralbrunnenunternehmen im Jahr 1960. In diesen Jahren entstanden auch erste Pläne für Einheitsflaschen für die Mineralbrunnenbranche. Bei der GDB wurden in den 50er Jahren in einem Grundsatzpapier mehr als 50 unterschiedliche Flaschentypen und 200 verschiedene Kastentypen gezählt. Die Schlussfolgerung lautete, dass in der Einführung einheitlicher Verpackungen (Flaschen und Kästen) erhebliche Wirtschaftlichkeitspotentiale liegen. Erste Flaschen mit Hebelverschluss wurden bereits 1952 eingeführt. Mit dieser gemeinsam genutzten Bügelverschlussflasche mit 0,7 Litern Fassungsvermögen entstand der erste Mehrwegflaschenpool der GDB.
Das Wirtschaftswunder und der damit verbundene Arbeitskräftemangel erhöhten die Nachfrage nach einer automatisierten Abfüllung. 1961 lieferte die GDB im Rahmen ihrer genossenschaftlichen Aufgaben erstmals eine Anlage aus, die bis zu 20.000 Flaschen pro Stunde abfüllen konnte. Doch mit der schnelleren Abfüllung wuchsen die technischen Anforderungen an Flaschen und Kästen.

### Normbrunnenflasche
1969 kam die Perlenflasche oder Normbrunnenflasche auf den Markt und entwickelte sich zum größten Mehrwegflaschenpool Europas.

### Einführung PET-Mehrwegsysteme
Die Einführung des Werkstoffs PET für Getränke warf die Frage auf, ob der Werkstoff auch für Mineralwasserflaschen geeignet ist. Nach intensiven Diskussionen beschlossen die Mitglieder der GDB 1995 die Einführung einer 1-Liter-PET-Mehrwegflasche im Design der Perlenflasche für Erfrischungsgetränke auf Mineralwasserbasis. 4 Jahre später folgte die PET-Mehrwegflasche für Mineralwasser. Ein Jahr später wurde der PET-Mehrwegpool um eine 0,5-Liter und eine 1,5-Liter Flasche erweitert. Die GDB übernimmt auch für die Pools die Steuerung und Qualitätssicherung im Auftrag der Mineralbrunnen.